# Super Rugby Aupiki 2024
Super Rugby Aupiki 2024 fu la 3ª edizione del Super Rugby Aupiki, competizione nazionale neozelandese per franchise professionistiche di rugby a 15 femminile.
Si tenne dal 2 marzo 2024 al 13 aprile 2024 tra 4 squadre con la formula del girone unico in gare d'andata e ritorno e successivi play-off, e per esigenze commerciali legate a diritti di naming il torneo fu noto come 2024 Sky Super Rugby Aupiki.
Per la terza volta consecutiva le Chiefs Manawa di Waikato giunsero alla finale, ma a vincere furono le Blues Women di Auckland, alla loro prima affermazione nel torneo, che si aggiudicarono l'incontro 24-18 benché sfavorite dal pronostico.
Il valore delle marcature, come stabilito da World Rugby nel 2017, è: 5 punti per ciascuna meta (7 se trasformata), 7 punti per la meta tecnica, 3 punti per la realizzazione di ciascun calcio piazzato, idem per il drop.

## Formato
Nella stagione regolare le quattro squadre si incontrarono con la formula del girone unico in gare di andata e ritorno, per un totale di sei gare a squadra.
Alla fine di tale fase le prime due squadre classificate disputarono la finale in gara unica in casa della prima classificata.
Il punteggio nella fase a gironi prevedeva per ogni incontro 4 punti per la vittoria, 2 punti ciascuno per il pareggio, zero per la sconfitta più eventuali punti di bonus (1 per ciascuna squadra che segni almeno 4 mete in un incontro, 1 per la squadra perdente se la sconfitta è uguale o inferiore a 7 punti di scarto).

## Squadre partecipanti
| Squadra         | Province                                           |
| --------------- | -------------------------------------------------- |
| Blues Women     | Auckland, North Harbour, Northland                 |
| Chiefs Manawa   | Bay of Plenty, Counties Manukau, Waikato, Taranaki |
| Hurricanes Poua | Hawke's Bay, Manawatu, Wellington                  |
| Matatū          | Tutte le province dell'Isola del Sud               |

## Stagione regolare

### 1ª giornata
| Arbitro: | Ben Woolerton (Waikato) |

|                                                              |      |                                       |
| Maaka 11’ Simon 17’, 28’ Tui 49’ Connor 66’, 70’ Paraone 77’ | mt   | 14’ King 40’ Sae 80+1’ Edwards        |
| Holmes 11’, 28’, 49’, 66’                                    | tr   | 14’, 40’ Waterman 80+1’ Takitimu-Cook |
| Holmes 58’                                                   | c.p. | 55’ Waterman                          |

| Arbitro: | Natarsha Ganley (Auckland) |

|                                   |    |                                          |
| Love 40+1’ Palamo 48’ Brooker 64’ | mt | 53’, 70’ Kolose 59’ Cottrell 78’ Lafaele |
| Kelly 40+1’                       | tr | 53’, 59’ Cottrell                        |

### 2ª giornata
| Arbitro: | Marcus Playle (Auckland) |

|                         |    |                                  |
| Lafaele 44’ Puckett 51’ | mt | 6’ Tui 13’ Steinmetz 57’ Kukutai |
|                         | tr | 13’ Holmes                       |

| Arbitro: | Will Johnston (Taranaki) |

|                                                                   |      |                                                  |
| Tagoai 8’ Baker 17’, 40’ Kautai 42’ Hakiwai 51’ Po’e-Tofaeono 76’ | mt   | 23’ Kelly 33’ McGoverne 64’ Olsen-Baker 69’ Rule |
| Waterman 17’, 40’ Takitimu-Cook 76’                               | tr   | 33’, 64’, 69’ Kelly                              |
|                                                                   | c.p. | 3’ Kelly                                         |

### 3ª giornata
| Arbitro: | Angus Mabey (Wellington) |

|                                                                               |    |            |
| Gago 40’ Lafaele 42’ Vaha’akolo 48’, 53’, 74’ Guthrie 51’ Kolose 58’ Roos 67’ | mt | 80’ Kautai |
| Cottrell 42’, 48’, 51’, 58’, 67’, 74’                                         | tr |            |

| Arbitro: | Tiana Anderson (Bay of Plenty) |

|                                                             |      |                                       |
| Kalounivale 19’ Edmonds 25’ Connor 34’, 40’, 57’ Murray 75’ | mt   | 45’ Woodham 54’ A. Bremner 67’ Palamo |
| Holmes 19’, 25’, 34’, 57’                                   | tr   | 45’, 54’ Kelly                        |
|                                                             | c.p. | 17’ Kelly                             |

### 4ª giornata
| Arbitro: | Taneika Uerata (Canterbury) |

|                     |    |                                                                         |
| Tagoai 13’ King 48’ | mt | 11’, 45’ Saito 40+1’ Paul 58’ Semple 64’ Tui 75’ Edmonds 79’ Ch. Hohepa |
| Waterman 48’        | tr | 11’, 45’ Semple 64’, 79’ Bayler                                         |

| Arbitro: | Tiana Anderson (Bay of Plenty) |

|                                                      |      |                             |
| Vaha’akolo 20’ Cottrell 56’ A. Itunu 64’ Vahai 80+1’ | mt   | 14’, 47’ Ponsonby 51’ Hiini |
| Cottrell 56’, 80+1’                                  | tr   | 47’ Kelly                   |
| Cottrell 18’                                         | c.p. |                             |

### 5ª giornata
| Arbitro: | Maggie Cogger-Orr (Auckland) |

|                                                                      |    |                                  |
| Kelly 12’ Brooker 18’ Ponsonby 28’, 40’ Mataele 53’ Jenkins 56’, 73’ | mt | 42’ Sae 64’ Tagoai 80+2’ Sturmey |
| McGoverne 40’                                                        | tr | 42’ Waterman                     |

| Arbitro: | Natarsha Ganley (Auckland) |

|                                          |    |                                                                    |
| Tui 18’ Connor 38’ Murray 65’ Semple 75’ | mt | 11’ A. Itunu 27’ Gago 30’ tecnica 32’ Brunt 55’ Roos 78’ Tuli-Fale |
| Holmes 18’, 75’ Bayler 38’               | tr | 11’, 27’, 32’, 78’ Cottrell                                        |

### 6ª giornata
| Arbitro: | Marcus Playle (Auckland) |

|                                            |    |                                                                            |
| Tagoai 27’ Hohaia 33’ Sae 70’ Kautai 80+3’ | mt | 3’ A. Ituni 6’ R. Demant 8’, 49’ Vaha’akolo 38’ Gago 57’ Viliko 78’ Kolose |
| H. King 33’, 70’, 80+3’                    | tr | 6’, 38’ Cottrell 40’ Maliepo                                               |

| Arbitro: | Fraser Hannon (Otago) |

|                                                     |      |                                  |
| Ponsonby 6’ Palamo 19’ du Plessis 66’ McGoverne 72’ | mt   | 8’ Anderson 32’ Simon 47’ Holmes |
| Kelly 19’                                           | tr   | 32’ Holmes                       |
|                                                     | c.p. | 57’ Holmes                       |

#### Classifica
| Pos | Squadra         | G | V | N | P | PF  | PS  | DP   | BMP | Pt |
| --- | --------------- | - | - | - | - | --- | --- | ---- | --- | -- |
| 1   | Blues Women     | 6 | 5 | 0 | 1 | 194 | 111 | +83  | 3   | 23 |
| 2   | Chiefs Manawa   | 6 | 4 | 0 | 2 | 190 | 130 | +60  | 4   | 20 |
| 3   | Matatū          | 6 | 2 | 0 | 4 | 144 | 162 | −18  | 3   | 11 |
| 4   | Hurricanes Poua | 6 | 1 | 0 | 5 | 123 | 248 | −125 | 0   | 4  |

## Finale
| Arbitro: | Natarsha Ganley (Auckland) |

| |            | |
| Vaha’akolo 35’, 72’ Awa 65’ Mikaele-Tu’u 78’                                                                                    | mt         | 5’ Holmes 54’ Anderson |
| Cottrell 74’, 79’ | tr         | 54’ Holmes |
| | c.p.       | 33’, 60’ Holmes |
| Maliepo Vaha’akolo Nankivell R. Demant Kolose Cottrell Puckett Viliko Gago A. Itunu Blackwell Vaipulu Roos Guthrie Mikaele-Tu’u | Formazioni | Holmes Tui Paul Steinmetz R. Anderson Tubic Marino-Tauhinu Henwood Connor Kalounivale C. Smith C. Bremner M. Anderson Simon Ch. Hohepa |
| Willie Walker | Allenatori | Crystal Kaua |